# Svarthuvad trast
Svarthuvad trast (Turdus olivater) är en fågel i familjen trastar inom ordningen tättingar.

## Utseende och läte
Svarthuvad trast är en medelstor trast. Hanen har tydligt svart huvud kontrasterande med olivbrun kropp, gul näbb och gula ben. Honan har en liknande teckning men mycket mattare färger. Den kan förväxlas med hona ljusögd trast, men är större, har mörkare ögon med tydlig ögonring och en mer kontrasterande fjäderdräkt. Sången består av en haltande serie fraser, många dubblerade och vanligen alternerande mellan fylliga och mörka toner och ljusa pipiga. Locklätet är ett tjockt skall.

## Utbredning och systematik
Svarthuvad trast förekommer i bergstrakter i norra Sydamerika. Den delas in i åtta underarter med följande utbredning:
- Turdus olivater sanctaemartae (Todd, 1913) – Santa Marta-bergen i nordöstra Colombia
- Turdus olivater olivater (Lafrasnaye, 1848) – östra Colombia och kustnära berg i norra Venezuela
- Turdus olivater caucae (Chapman, 1914) – sydvästra Colombia (Cauca Valley)
- Turdus olivater paraquensis (Phelps & Phelps, Jr., 1946) – tepuis i södra Venezuela (Cerro Paraque)
- Turdus olivater kemptoni (Phelps & Phelps, Jr., 1955) – tepuis i södra Venezuela (Cerro de la Neblina)
- Turdus olivater duidae (Chapman, 1929) – tepuis i södra Venezuela (Duida)
- Turdus olivater roraimae (Salvin & Godman, 1884) – tepuis i södra Venezuela (södra Bolivar), södra Guyana, Surinam och norra Brasilien
- Turdus olivater ptaritepui (Phelps & Phelps, Jr., 1946) – tepuis i sydöstra Venezuela (Ptari-Tepui)

Underarten ptaritepui inkluderas ibland i roraimae.

## Levnadssätt
Svarthuvad trast hittas i bergsskogar, vanligen över 800 meters höjd, där den ofta är den vanligaste trasten. Den ses lättast vid fruktbärande träd då många individer kan samlas. I övrigt håller den till på medelhög höjd i skogen.

## Status och hot
Arten har ett stort utbredningsområde, men den tros minska i antal, dock inte tillräckligt kraftigt för att den ska betraktas som hotad. IUCN kategoriserar därför arten som livskraftig (LC). Världspopulationen har inte uppskattats, men den beskrivs fortfarande som vanlig.